# The Billionaire
The Billionaire è un cortometraggio muto del 1914 diretto da James Kirkwood e interpretato da Marshall Neilan e da Gertrude Bambrick.
La sceneggiatura di Frank E. Woods si basa su un successo di Broadway, la commedia musicale The Billionaire che aveva debuttato il 29 dicembre 1902 al Daly's Theatre e che era rimasta in cartellone per 112 rappresentazioni.

## Produzione
Il film venne prodotto dalla Biograph Company e dalla Klaw & Erlanger, che aveva prodotto il musical originale a Broadwway.

## Distribuzione
Il film - un cortometraggio in tre bobine - fu distribuito dalla General Film Company, che lo fece uscire nelle sale statunitensi il 27 giugno 1914. Ne venne fatta una riedizione, distribuita sul mercato americano il 26 luglio 1916.